# أوسيولا (مقاطعة بولك)
أوسيولا، مقاطعة بولك (بالإنجليزية: Osceola, Polk County, Wisconsin)‏ هي بلدة تقع بولاية ويسكونسن في الولايات المتحدة. تبلغ مساحتها 95.1 (كم²)، وترتفع عن سطح البحر 307 م، بلغ عدد سكانها 2085 نسمة في عام 2000 حسب إحصاء مكتب تعداد الولايات المتحدة وتصل الكثافة السكانية فيها 23 نسمة/كم2.

## وصلات خارجية
- http://townofosceola.com/
- The US50 - Cities and Towns in Wisconsin State
- Wisconsin Cities and Towns, Facts, Map, Flag, Colleges, Government, and More